# 冷泉彰彦
冷泉 彰彦（れいぜい あきひこ、1959年6月22日 - ）は、在アメリカ合衆国の教員、作家、 翻訳家、鉄道評論家。本名、前田文夫。

## 来歴
東京都生まれ。
東京大学に進学し、文学部にてドイツ文学を学んだ。
同大学卒業後はベネッセコーポレーション勤務を経て、1993年に渡米。ベルリッツ・インターナショナルに移り、企業経営に関する業務を担当。
その後、コロンビア大学大学院にて修士課程（日本語教授法）を修了し、ラトガース大学にて講師を務めた。
現在、プリンストン日本語学校高等部主任を務める。
現在、アメリカ合衆国ニュージャージー州に居住し、村上龍が主宰するメールマガジン「Japan Mail Media（JMM）」にて、「from 911 / USAレポート」と題したコラムを連載、2011年にその内容をまとめた『From 911, USAレポート 10年の記録』を電子書籍として配信。2001年のアメリカ同時多発テロ事件後に始まった同コラムは、2014年6月現在で連載660回を超える。
『ニューズウィーク』日本版のコラムニストであり、「プリンストン発 日本 / アメリカ新時代」と題して、2009年5月より週に2～3回のコラムを掲載している。
2014年4月より、有料メルマガ「冷泉彰彦のプリンストン通信」配信開始。
また、鴻上尚史とリサ・ステッグマイヤーが司会を務めるテレビ番組『COOL JAPAN〜発掘!かっこいいニッポン〜』に、ご意見番として準レギュラー出演している。
鉄道関連では『鉄道ジャーナル』誌や『東洋経済オンライン』などに寄稿している。

## 作風
1999年に上梓した『トロイの木馬』では2000年問題をテーマに取り上げており、コンピュータウイルスにより2000年1月1日に破綻する社会を描いている。また、2000年代の日本経済について、「バブル崩壊後に低金利政策の結果、デフレが長期化した」 など独自の主張を展開している。

## 人物
- 「冷泉彰彦」は筆名であり、デビュー時に角川春樹から助言され命名した[8]。
- アメリカ合衆国大統領のバラク・オバマについて好意的な感情を持っており、オバマに対して「ひいき側」[9] に立脚していると発言している。2009年にオバマとシアトル・マリナーズ選手のイチローが対面した際は、「堂々とサインをするオバマと、直立不動の『気をつけ』の姿勢で待っているイチロー選手の対比は異常」[10] と指摘したうえで「イチロー選手は『完敗』」[10] と論評した。

## 主張
選択的夫婦別姓制度導入に賛同する。「選択的夫婦別姓制度の導入に反対などと主張することは、倫理的な正当性がきわめて低い。反対している者は家族が崩壊する、というが、その反対派の行動こそが、家族の形成を阻害している」などと主張している。

## 著作
- 『トロイの木馬』（角川春樹事務所） 1999　ISBN 4894561557
- 『9・11 - あの日からアメリカ人の心はどう変わったか』（小学館） 2002　ISBN 4093860920
- 『911 - セプテンバーイレブンス』（小学館） 2004年　ISBN 4094056513
- 『メジャーリーグの愛され方』（日本放送出版協会） 2005　ISBN 4140881496
- 『「関係の空気」「場の空気」』（講談社） 2006　ISBN 4061498444
- 『民主党のアメリカ共和党のアメリカ』（日本経済新聞出版社） 2008　ISBN 9784532260156
- 『アメリカは本当に「貧困大国」なのか?』（阪急コミュニケーションズ） 2010　ISBN 9784484102146
- 『「上から目線」の時代』（講談社現代新書） 2012　ISBN 9784062881418
- 『場違いな人 - 「空気」と「目線」に悩まないコミュニケーション』（大和書房） 2013　ISBN 9784479793748
- 『チェンジはどこへ消えたか オーラをなくしたオバマの試練』（阪急コミュニケーションズ 、ニューズウィーク日本版ペーパーバックス)  2013　ISBN 9784484122359
- 『なぜ日本は誤解されるのか』（阪急コミュニケーションズ、ニューズウィーク日本版ペーパーバックス)  2013　ISBN 9784484142098
- 『アイビーリーグの入り方』（阪急コミュニケーションズ） 2014　ISBN 9784484142234
- 『「反米」日本の正体』（文藝春秋、文春新書） 2015　ISBN 9784166610211
- 『民主党のアメリカ共和党のアメリカ 』（日本経済新聞出版社） 2016　ISBN 9784532169985
- 『トランプ大統領の衝撃』（幻冬舎、幻冬舎新書） 2016　ISBN 9784344984462
- 『予言するアメリカ』（朝日新聞出版、朝日新書） 2017　ISBN 9784022737267
- 『自動運転「戦場」ルポ』（朝日新聞出版、朝日新書） 2018　ISBN 9784022737786

## 電子書籍
- 『From 911, USAレポート 10年の記録』（G2010）

## 翻訳
- 『プレイグランド』（トーマス・サンダース、小学館） 2003　ISBN 4093564213
- 『チャター - 全世界盗聴網が監視するテロと日常』（パトリック・ラーデン・キーフ、日本放送出版協会） 2005　ISBN 4140810769
- 『中東の絶望、そのリアル』（リチャード・エンゲル、朝日新聞社） 2016　ISBN 9784022514332

## 連載
- 「from 911 / USAレポート」（G2010、『村上龍 Japan Mail Media（JMM）』）
- 「プリンストン発 日本 / アメリカ新時代 」（阪急コミュニケーションズ、『ニューズウィーク日本版公式ブログ』）
- 「米国マネー最前線」（日経BP、『日経マネー』）
- 「アメリカ東海岸事情」「アメリカ出版事情」（毎日新聞社、『エコノミスト』）
- 「アメリカの視点×日本の視点」（TAKUYO CORPORATION、『ライトハウス』）
- 「シリーズ・鉄道技術を読み解く」（鉄道ジャーナル社、『鉄道ジャーナル』）

## 出演

### テレビ
- COOL JAPAN〜発掘!かっこいいニッポン〜（NHK）
- 時空の泉〜石川よ、世界へ〜（北陸朝日放送）